# آپ نلیاس
آپ نلیاس (انگلیسی: Aap Neljas؛ زادهٔ ۱۹۶۷) سیاستمدار و نماینده سابق مجلس اهل استونی است.